# Brunnera
Brunnera es un género de plantas con flores perteneciente a la familia Boraginaceae. Comprende 4 especies descritas y de estas, solo 3 aceptadas.

## Descripción
Son plantas herbáceas perennes y rizomatosas. Las hojas, cordadas u ovales, son llevados por un tallo largo en la base de la planta, pero reducen en altura. Las inflorescencias sin brácteas. La corola de la flor es corta, muy similar a las del género Myosotis. 
El tubo es corto, comparable a la de la longitud del cáliz. Las anteras dentro del tubo con un corto filamento. Los granos de polen, pequeños, llevan una banda ecuatorial espinosa. El número de cromosomas es 2n = 12. Estos son los números más pequeños de la familia Boraginaceae.

## Distribución y hábitat
El género se encuentra en Asia Menor, el Cáucaso y Siberia Occidental, en los bosques lluviosos templados.

## Taxonomía
El género fue descrito por Christian von Steven  y publicado en Bull. Soc. Imp. Naturalistes Moscou 24(1): 582. 1851.

## Especies aceptadas
A continuación se brinda un listado de las especies del género Brunnera aceptadas hasta septiembre de 2013, ordenadas alfabéticamente. Para cada una se indica el nombre binomial seguido del autor, abreviado según las convenciones y usos.
- Brunnera macrophylla (Adans.) I.M.Johnst.
- Brunnera orientalis (Schenk) I.M.Johnst.
- Brunnera sibirica Steven